# Nicola Siri
Nicola Vittorio Siri (Gênova, 20 de setembro de 1968) é um ator e comentarista italiano. É filho de pai italiano e mãe brasileira.

## Carreira
Siri participou, na Itália, de produções para a TV e para o cinema, como “Ormai é fatta!” (1999), “Una vita non violenta” (1999) e ”Emma sono Io” (2002) - até 2003, quando participou, no Brasil, da novela Mulheres Apaixonadas. Desembarcou no país para um único trabalho e não parou mais. Participou de novelas como Os Ricos Também Choram, no SBT, Belíssima, na Globo, e Vidas Opostas, Amor e Intrigas, Poder Paralelo, Máscaras e Jesus, dentre outras, na Record TV.
No cinema brasileiro, Nicola Siri estreou em “Subterrâneos” (2003). Em seguida, fez “Diário de um Novo Mundo” . Também faz parte do elenco do curta metragem "14 Bis", sobre a história de Santos Dumont. Nicola Siri também está no elenco do filme, "Verdades & Mentiras Sobre o Sexo", de Euclydes Marinho. Atuou também, em 2006, na peça de teatro "Uma última cena para Llorca". Em 2007, participou do filme "Valsa para Bruno Stein" e da novela "Amor e Intrigas", da Rede Record.
Nicola Siri, em 2010, filmou o longa metragem "A Casa Elétrica", dirigido por Gustavo Fogaça e produzido pela Panda Filmes, de Porto Alegre. Em 2017, participou da série Sem Volta como o vilão assassino Veredas, também fez participações na Globo, em Império e Totalmente Demais, dentre outros personagens e produções que o artista interpretou e participou durante toda sua carreira na Europa e no Sul do continente Americano, mais especificamente no Brasil. 
Viverá um padre novamente na série "Colônia", de André Ristum, que irá ao ar no Canal Brasil.

## Trabalhos

### Televisão
| Ano  | Título                 | Personagem                            | Notas                                        |
| ---- | ---------------------- | ------------------------------------- | -------------------------------------------- |
| 1998 | Giornalisti            |                                       |                                              |
| 1998 | Caro Domani            |                                       |                                              |
| 1999 | Prigioniere del cuore  | Nando                                 |                                              |
| 1999 | L'impero               |                                       |                                              |
| 2001 | Il Maresciallo Rocca   | Mateo Toros                           | Temporada 3                                  |
| 2001 | La squadra             |                                       |                                              |
| 2001 | Vivere                 |                                       |                                              |
| 2002 | Giovanni XXIII         | Giovanni Battista Roncalli            |                                              |
| 2003 | Mulheres Apaixonadas   | Padre Pedro Vicenza                   |                                              |
| 2003 | Sob Nova Direção       | Diogo                                 | Episódio: "Vida de Cachorro"                 |
| 2004 | Segredo                |                                       |                                              |
| 2005 | Mandrake               | Wilson                                | Episódio: "Atum Vizcaya"                     |
| 2005 | Os Ricos também Choram | Nino Lavecchia                        |                                              |
| 2006 | Belíssima              | Cyro Laurenza                         |                                              |
| 2006 | Avassaladoras: A Série | Dr. Márcio                            | Episódio: "O Sexo e a Idade"                 |
| 2006 | Vidas Opostas          | Bóris Sanches Pereira/Frederico/Guido |                                              |
| 2007 | Amor e Intrigas        | Mário Motta                           |                                              |
| 2008 | Alice                  | Italiano                              |                                              |
| 2009 | Poder Paralelo         | Paulo Garzia                          |                                              |
| 2012 | Máscaras               | Caio Anselmi                          |                                              |
| 2013 | Tá Tudo em Casa        | Joe                                   | Especial de fim de ano                       |
| 2014 | Milagres de Jesus      | Centurião Áquila                      | Episódio: "A Ressurreição do Filho da Viúva" |
| 2014 | O Amor Custa Caro      | Gerson                                | Especial de fim de ano                       |
| 2014 | Império                | Dionísio                              | Episódios: "22–26 de dezembro"               |
| 2016 | Totalmente Demais      | Giancarlo Di Nornia                   | Episódios: "1–6 de janeiro"                  |
| 2017 | Sem Volta              | Francesco Veredas                     |                                              |
| 2017 | Os Dias Eram Assim     | Daniel Carvalho                       | Episódios: "5–8 de junho"                    |
| 2018 | Os Suburbanos          | Rodolfo                               | Episódio: "Na Ponta dos Pés"                 |
| 2018 | Magnífica 70           | Capitão do Exército                   | Episódio: "Todos Contra Um"                  |
| 2018 | Jesus                  | Pôncio Pilatos                        |                                              |
| 2019 | Chuteira Preta         | Genaro                                |                                              |
| 2019 | Éramos Seis            | Osório Tavares                        |                                              |
| 2021 | Colônia                | Padre João                            |                                              |

### Cinema
| Ano  | Título                           |
| ---- | -------------------------------- |
| 1993 | La pattuglia                     |
| 1994 | Francesco                        |
| 1995 | Distanze                         |
| 1996 | La sentinella                    |
| 1996 | Intolerance                      |
| 1997 | Naja                             |
| 1998 | Time                             |
| 1998 | Donnissima                       |
| 1998 | L'odore Della Notte              |
| 1999 | Snake                            |
| 1999 | Una vita non violenta            |
| 1999 | Ormai è Fatta!                   |
| 1999 | Libera-me                        |
| 2000 | Venditori                        |
| 2000 | Individuale                      |
| 2000 | Prigioniere del Cuore            |
| 2001 | Diapason                         |
| 2002 | La soluzione                     |
| 2002 | Emma Sono Io                     |
| 2002 | Papa Giovanni - Ioannes XXIII    |
| 2002 | Vittorio - Momente des Glücks    |
| 2003 | Forse si, forse no               |
| 2003 | Subterrâneos                     |
| 2005 | De Glauber para Jirges           |
| 2005 | Diário de um Novo Mundo          |
| 2006 | 14 Bis                           |
| 2006 | Verdades & Mentiras Sobre o Sexo |
| 2007 | Valsa para Bruno Stein           |
| 2007 | Anita - Una vita per Garibaldi   |
| 2010 | A Casa Verde                     |
| 2010 | Nosso Lar                        |
| 2011 | Meu País                         |
| 2012 | A Casa Elétrica                  |
| 2015 | #Garotas - O Filme               |
| 2018 | Chuteira Preta                   |
| 2018 | A Voz do Silêncio                |
| 2018 | Quanto Basta                     |
| 2019 | El Diablo Blanco                 |

### Teatro
| Ano  | Título                                  |
| ---- | --------------------------------------- |
| 1993 | Anna e le sue bambole                   |
| 1994 | Teatro in teatro                        |
| 1995 | Il Piccolo Principe                     |
| 1995 | Minotauro                               |
| 1996 | Periferia nord 23 U.S.                  |
| 1996 | Il girotondo                            |
| 1996 | Ladie’s night                           |
| 1997 | Domina Templari                         |
| 1997 | I viaggi sentimentali                   |
| 1997 | Sogno di una notte di mezz’estate       |
| 1998 | Il quadro delle meraviglie              |
| 1998 | Parsifal                                |
| 1998 | Omaggio a Thornton Wilder               |
| 1998 | Ultimi passi per la salvezza dell’Epiro |
| 1999 | Pene d’amor perdute                     |
| 1999 | Arancia Meccanica                       |
| 1999 | Questo sogno                            |
| 2000 | Ipokritai-Attori                        |
| 2000 | La Congiura                             |
| 2000 | La luce dei lampioni                    |
| 2000 | Ppetali                                 |
| 2001 | Il buon Dio di Manhattan                |
| 2001 | Il pergolato dei tigli                  |
| 2002 | Ce n’é per tutti                        |
| 2005 | Uma última cena para Lorca              |
| 2007 | Herói, vida e paixão de Garibaldi       |
| 2011 | Ensaio sobre a beleza                   |
| 2016 | Cenas de um casamento                   |

## Prêmios e indicações
| Ano  | Premiação                           | Categoria   | Nomeações                   | Resultado |
| ---- | ----------------------------------- | ----------- | --------------------------- | --------- |
| 2024 | Festival de Gramado                 | Melhor Ator | Estômago 2: O Poderoso Chef | Venceu    |
| 2024 | Los Angeles Brazilian Film Festival | Melhor Ator | Estômago 2: O Poderoso Chef | Indicado  |